# Elisie
Elisie (ook wel elisio) is het weglaten van een of meer klanken. Dit wordt veel gedaan in de poëzie.

## Moderne poëzie
Elisie is een stijlfiguur waarbij een klank weg wordt gelaten, om bijvoorbeeld een beter metrum te krijgen. De weggelaten klank wordt veelal aangegeven met een apostrof ('). Het niet aangeven komt ook voor, al bevordert dat de leesbaarheid niet. Vroeger gaf men het ook wel aan met een circumflex (^).

### Voorbeelden
't een en 't ander (uitspraak: teen en tander)
d' eedlen (= de edelen)
Neêrland (= Nederland)
Omdat de elisie tegenwoordig als gekunsteld wordt gezien, komt zij nog nauwelijks voor in de moderne poëzie. Dat wil niet zeggen dat deze hierdoor minder metrisch is; het wordt nu meer aan de lezer overgelaten een metrum te ontdekken.

## Klassieke poëzie
Wanneer een woord eindigt op een klinker (a, e, i, o, u) , op -m of een tweeklank (ae, oe) en het volgende woord begint met een klinker, een h of een tweeklank, dan wordt de eindlettergreep niet meegerekend in de versmaat. De twee lettergrepen worden dus 1 lettergreep. Ook in de voordracht werd ze niet of nauwelijks uitgesproken. Qu- telt als één lettergreep. X en Z tellen als 2.

### Voorbeelden
- Quamquam animus meminisse horret luctuque refugit.
→ Met elisie wordt dit : Quamquanimus meminisshorret luctuque refugit.
- Nunc te cognovi; quare etsi impensius uror.
→ Met elisie wordt dit : Nunc te cognovi quaretsimpensius uror.

## Verwante begrippen
Het weglaten van de hele laatste lettergreep is een sterke vorm van elisie, die ook wel apocope of abissio wordt genoemd.
Bij crasis vindt vaak ook uitstoting van een eindklinker plaats, maar deze klinker verdwijnt niet echt. In plaats daarvan wordt hij één geheel met de eropvolgende klank (bijvoorbeeld in het Portugees).
Elisie dient als stijlfiguur te worden onderscheiden van syncope. Deletie is de algemene benaming voor natuurlijke fonologisch processen waarbij bepaalde klanken onder invloed van naburige klanken (sandhi) worden weggelaten.
Elisie is het tegenovergestelde van paragoge.